# Druga Liga 1973-1974
La Druga savezna liga SFRJ 1973-1974, conosciuta semplicemente come Druga liga 1973-1974, fu la 28ª edizione della seconda divisione del campionato jugoslavo di calcio. 
Questa fu l'undicesima edizione basata su due gironi dopo 5 stagioni a quattro. Nel girone Ovest (Grupa Zapad) furono incluse le squadre provenienti da Slovenia, Croazia, Bosnia Erzegovina e Voivodina; mentre nel girone Est (Grupa Istok) quelle provenienti da Serbia Centrale, Kosovo, Montenegro e Macedonia.
Vennero promosse in Prva Liga 1974-1975 le vincitrici dei due gironi. Retrocessero in terza divisione 8 squadre in totale: le ultime 3 di ogni girone, più altre due dipendentemente dalla area di provenienza delle retrocesse dalla categoria superiore.
Dato che dalla Prva Liga 1973-1974 retrocessero una squadra croata ed una bosniaca, dalla Druga liga scesero 5 compagini dal girone Ovest e 3 da quello Est.

## Provenienza
| Slovenia                    | Croazia                                                   | Bosnia Erzegovina                                                 | Serbia                                                                      | Serbia | Serbia                                 | Montenegro                                              | Macedonia                        |
| Slovenia                    | Croazia                                                   | Bosnia Erzegovina                                                 | Voivodina                                                                   | Serbia Centrale | Kosovo                                 | Montenegro                                              | Macedonia                        |
| --------------------------- | --------------------------------------------------------- | ----------------------------------------------------------------- | --------------------------------------------------------------------------- | --- | -------------------------------------- | ------------------------------------------------------- | -------------------------------- |
| - Maribor - Mercator - Mura | - Dinamo Vinkovci - Karlovac - Osijek - Rijeka - Sebenico | - Famos Hrasnica - Igman Konjic - Iskra Bugojno - Kozara - Leotar | - Bačka B. Palanka - Crvenka - Dinamo Pančevo - Novi Sad - Spartak Subotica | - Borac Čačak - Čukarički - Galenika Zemun - Napredak Kruševac - Rad Belgrado - Radnički Kragujevac - Radnički Pirot - Šumadija Aranđelovac | - Buducnost Peć - Priština - FK Trepča | - Bokelj - Budućnost Titograd - Sutjeska - OFK Titograd | - Kumanovo - Pobeda - Rabotnički |

## Girone Ovest

### Profili
| Squadra          | Città             | Stadio               | Stagione 1972-73 | Stagione 1972-73 |
| Squadra          | Città             | Stadio               | Pos.             | Divisione        |
| ---------------- | ----------------- | -------------------- | ---------------- | ---------------- |
| Spartak          | Subotica          | Gradski stadion      | 17º              | Prva liga        |
| Maribor          | Maribor           | Stadion Ljudski vrt  | 2º               | Druga liga Ovest |
| Karlovac         | Karlovac          | Gradski stadion      | 3º               | Druga liga Ovest |
| Rijeka           | Fiume             | Stadio Cantrida      | 4º               | Druga liga Ovest |
| Šibenik          | Sebenico          | Stadion Šubićevac    | 5º               | Druga liga Ovest |
| Mura             | Murska Sobota     | Stadion Fazanerija   | 6º               | Druga liga Ovest |
| Kozara           | Bosanska Gradiška | Gradski Stadion      | 7º               | Druga liga Ovest |
| Mercator         | Lubiana           | Športni park Svoboda | 8º               | Druga liga Ovest |
| Osijek           | Osijek            | Igralište kraj Drave | 1º               | Druga liga Nord  |
| Novi Sad         | Novi Sad          | Stadion Detelinara   | 3º               | Druga liga Nord  |
| Crvenka          | Crvenka           | Stadion Crvenke      | 4º               | Druga liga Nord  |
| Bačka B. Palanka | Bačka Palanka     | Gradski stadion      | 6º               | Druga liga Nord  |
| Dinamo Vinkovci  | Vinkovci          | Stadion Mladosti     | 7º               | Druga liga Nord  |
| Dinamo Pančevo   | Pančevo           | Gradski stadion      | 9º               | Druga liga Nord  |
| Famos Hrasnica   | Hrasnica          | Stadion Famos        | 2º               | Druga liga Sud   |
| Igman Konjic     | Konjic            | Stadion Igmana       | 3º               | Druga liga Sud   |
| Leotar           | Trebigne          | Stadion Police       | 4º               | Druga liga Sud   |
| Iskra Bugojno    | Bugojno           | Stadion Jaklić       | 5º               | Druga liga Sud   |

### Classifica
|  | Pos. | Squadra          | Pt | G  | V  | N  | P  | GF | GS | DR  |
|  | ---- | ---------------- | -- | -- | -- | -- | -- | -- | -- | --- |
|  | 1.   | Rijeka           | 47 | 34 | 18 | 11 | 5  | 44 | 21 | +23 |
|  | 2.   | Osijek           | 44 | 34 | 19 | 6  | 9  | 65 | 31 | +34 |
|  | 3.   | Kozara           | 39 | 34 | 15 | 9  | 10 | 40 | 32 | +8  |
|  | 4.   | Iskra Bugojno    | 39 | 34 | 15 | 9  | 10 | 36 | 31 | +5  |
|  | 5.   | Novi Sad         | 37 | 34 | 14 | 9  | 11 | 51 | 45 | +6  |
|  | 6.   | Crvenka          | 35 | 34 | 13 | 9  | 12 | 44 | 39 | +5  |
|  | 7.   | Bačka B. Palanka | 35 | 34 | 13 | 9  | 12 | 39 | 38 | +1  |
|  | 8.   | Igman Konjic     | 34 | 34 | 13 | 8  | 13 | 47 | 35 | +12 |
|  | 9.   | Famos Hrasnica   | 33 | 34 | 10 | 13 | 11 | 33 | 32 | +1  |
|  | 10.  | Sebenico         | 33 | 34 | 15 | 3  | 16 | 46 | 50 | −4  |
|  | 11.  | Leotar           | 33 | 34 | 13 | 7  | 14 | 29 | 42 | −13 |
|  | 12.  | Karlovac         | 33 | 34 | 12 | 9  | 13 | 38 | 53 | −15 |
|  | 13.  | Maribor          | 32 | 34 | 12 | 8  | 14 | 44 | 42 | +2  |
|  | 14.  | Dinamo Pančevo   | 32 | 34 | 10 | 12 | 12 | 30 | 42 | −12 |
|  | 15.  | Spartak Subotica | 31 | 34 | 10 | 11 | 13 | 31 | 36 | −5  |
|  | 16.  | Dinamo Vinkovci  | 30 | 34 | 11 | 8  | 15 | 51 | 46 | +5  |
|  | 17.  | Mura             | 23 | 34 | 6  | 11 | 17 | 41 | 51 | −10 |
|  | 18.  | Mercator         | 22 | 34 | 6  | 10 | 18 | 23 | 51 | −28 |

Legenda:

      Promossa in Prva Liga 1974-1975.

  Partecipa agli spareggi promozione/retrocessione.

      Retrocessa in terza divisione jugoslava 1974-1975.

      Esclusa dal campionato.
Note:

Due punti a vittoria, uno a pareggio, zero a sconfitta.
In caso di arrivo di due o più squadre a pari punti, la graduatoria viene stilata secondo la differenza reti tra le squadre interessate.

### Classifica marcatori
| Reti                 | Marcatore      | Squadra |
| -------------------- | -------------- | ------- |
| 24                   | Ivan Lukačević | Osijek  |
| 20                   | Lj. Petrović   | Osijek  |
| 17                   | Čatić          | Kozara  |
| 16                   | D. Pejović     | Crvenka |
| 14                   | D. Kovačević   | Igman   |
| 14                   | Bačić          | Šibenik |
| Fonte: sportsport.ba |                |         |

## Girone Est

### Profili
| Squadra           | Città              | Stadio                  | Stagione 1972-73 | Stagione 1972-73       |
| Squadra           | Città              | Stadio                  | Pos.             | Divisione              |
| ----------------- | ------------------ | ----------------------- | ---------------- | ---------------------- |
| Sutjeska          | Nikšić             | Stadion kraj Bistrice   | 18º              | Prva liga              |
| Borac Čačak       | Čačak              | Stadion kraj Morave     | 1º               | Druga liga Est         |
| Priština          | Priština           | Gradski stadion         | 2º               | Druga liga Est         |
| Šumadija          | Aranđelovac        | Gradski stadion         | 3º               | Druga liga Est         |
| Napredak Kruševac | Kruševac           | Stadion Mladost         | 4º               | Druga liga Est         |
| FK Trepča         | Kosovska Mitrovica | Stadion Trepča          | 5º               | Druga liga Est         |
| Radnički Pirot    | Pirot              | Stadion kraj Nišave     | 6º               | Druga liga Est         |
| Kumanovo          | Kumanovo           | Gradski stadion         | 7º               | Druga liga Est         |
| Radnički 1923     | Kragujevac         | Stadion Čika Dača       | 8º               | Druga liga Est         |
| Pobeda            | Prilep             | Stadion Goce Delčev     | 9º               | Druga liga Est         |
| Čukarički         | Čukarica, Belgrado | Stadio Čukarički        | 5º               | Druga liga Nord        |
| Galenika Zemun    | Zemun, Belgrado    | Gradski stadion         | 8º               | Druga liga Nord        |
| Budućnost         | Titograd           | Stadion Pod Goricom     | 1º               | Druga liga Sud         |
| Bokelj            | Cattaro            | Stadion pod Vrmcem      | 6º               | Druga liga Sud         |
| OFK Titograd      | Titograd           | Stadion Cvijetni Brijeg | 8º               | Druga liga Sud         |
| Rad               | Banjica, Belgrado  | Stadio Kralj Petar I    | 1º               | Srpska liga Nord       |
| Buducnost Peć     | Peć                | Gradski stadion         | 2º               | Liga Kosova i Metohije |
| Rabotnički        | Skopje             | Gradski stadion         | 1º               | Makedonska liga        |

### Classifica
|  | Pos. | Squadra              | Pt | G  | V  | N  | P  | GF | GS | DR  |
|  | ---- | -------------------- | -- | -- | -- | -- | -- | -- | -- | --- |
|  | 1.   | Radnički Kragujevac  | 48 | 34 | 19 | 10 | 5  | 68 | 25 | +43 |
|  | 2.   | Borac Čačak          | 48 | 34 | 18 | 12 | 4  | 60 | 23 | +37 |
|  | 3.   | Prishtina            | 40 | 34 | 16 | 8  | 10 | 49 | 43 | +6  |
|  | 4.   | Šumadija Aranđelovac | 37 | 34 | 15 | 7  | 12 | 46 | 38 | +8  |
|  | 5.   | Čukarički            | 35 | 34 | 13 | 9  | 12 | 38 | 43 | −5  |
|  | 6.   | Budućnost            | 34 | 34 | 12 | 10 | 12 | 35 | 25 | +10 |
|  | 7.   | FK Trepča            | 34 | 34 | 10 | 14 | 10 | 45 | 40 | +5  |
|  | 8.   | Kumanovo             | 34 | 34 | 13 | 8  | 13 | 36 | 34 | +2  |
|  | 9.   | Rabotnički           | 34 | 34 | 12 | 10 | 12 | 46 | 52 | −6  |
|  | 10.  | Napredak Kruševac    | 33 | 34 | 11 | 11 | 12 | 38 | 46 | −8  |
|  | 11.  | Sutjeska             | 32 | 34 | 13 | 6  | 15 | 45 | 47 | −2  |
|  | 12.  | Radnički Pirot       | 32 | 34 | 12 | 8  | 14 | 39 | 41 | −2  |
|  | 13.  | Pobeda               | 32 | 34 | 13 | 6  | 15 | 51 | 58 | −7  |
|  | 14.  | Rad Belgrado         | 32 | 34 | 11 | 10 | 13 | 33 | 40 | −7  |
|  | 15.  | Bokelj               | 31 | 34 | 11 | 9  | 14 | 31 | 37 | −6  |
|  | 16.  | OFK Titograd         | 28 | 34 | 9  | 10 | 15 | 39 | 56 | −17 |
|  | 17.  | Galenika Zemun       | 27 | 34 | 10 | 7  | 17 | 32 | 44 | −12 |
|  | 18.  | Buducnost Peć        | 21 | 34 | 5  | 11 | 18 | 17 | 56 | −39 |

Legenda:

      Promossa in Prva Liga 1974-1975.

  Partecipa agli spareggi promozione/retrocessione.

      Retrocessa in terza divisione jugoslava 1974-1975.

      Esclusa dal campionato.
Note:

Due punti a vittoria, uno a pareggio, zero a sconfitta.
In caso di arrivo di due o più squadre a pari punti, la graduatoria viene stilata secondo la differenza reti tra le squadre interessate.

### Classifica marcatori
| Reti                 | Marcatore      | Squadra             |
| -------------------- | -------------- | ------------------- |
| 25                   | Žarko Olarević | Radnički Kragujevac |
| 18                   | Gligorovski    | Pobeda              |
| 17                   | Paunović       | Radnički Kragujevac |
| 17                   | M. Đorđević    | Radnički Pirot      |
| 16                   | B. Čakarević   | Borac Čačak         |
| 15                   | Martinović     | OFK Titograd        |
| Fonte: sportsport.ba |                |                     |